# Siemens Open 1996
Il Siemens Open 1996 è stato un torneo di tennis facente parte della categoria ATP Challenger Series nell'ambito dell'ATP Challenger Series 1996. Il torneo si è giocato a Scheveningen nei Paesi Bassi dal 15 al 21 luglio 1996 su campi in terra rossa.

## Vincitori

### Singolare
Dennis van Scheppingen ha battuto in finale  Dominik Hrbatý con il punteggio di 4–6, 6–3, 6–2

### Doppio
Brandon Coupe /  Paul Rosner hanno battuto in finale  Martijn Bok /  Dennis van Scheppingen con il punteggio di 6–1, 3–6, 6–0